# Seydou Sano
Seydou Sano (né le 28 octobre 2004 à Médina) est un footballeur sénégalais qui joue au poste de défenseur central au

## Histoire
Après une belle Coupe d'Afrique des nations de football des moins de 20 ans en 2023 Il s’inscrit pour trois années au Sporting club de Braga
Quelque mois après avoir été recruté par le SC Braga. Il rejoint le club qatarien Al Gharafa.
Pour la post-Can 2025 Seydou Sano est convoqué pour la première fois avec l’équipe première du Sénégal.

## Palmarès
- Vainqueur : Coupe d'Afrique des nations -20 ans : 2023
- Vainqueur : Coupe du Qatar de football : 2024-25

### Distinctions individuelles
- Équipe Type Can U20 2023[5].